# Loïc Crédoz
Loïc Crédoz (Francia, 17 de mayo de 1999) es un jugador profesional francés de rugby que se desempeña en la posición de ala cerrado en Union Sportive Oyonnax Rugby, equipo perteneciente a la liga Top 14.

## Carrera
Crédoz es un jugador de formación francesa (JIFF). Comenzó su carrera deportiva con el equipo RC du Canton de Montrevel-en-Bresse, en el cual jugó ocho temporadas (2007-2015), después pasó a Union Sportive Oyonnax Rugby, donde lleva jugando nueve temporadas.